# Die beiden Schützen

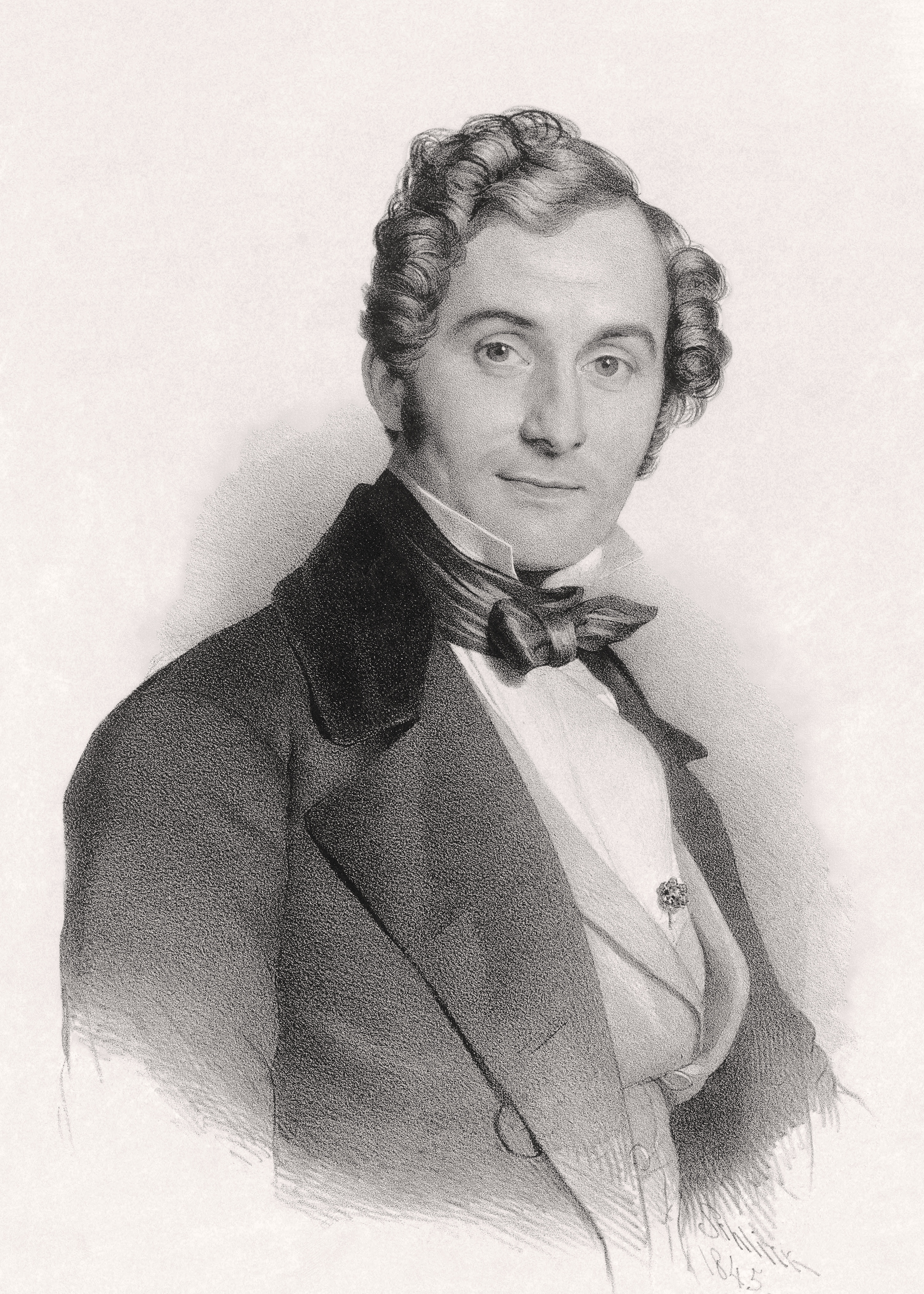
Albert Lortzing

Die beiden Schützen (De två skyttarna) är en komisk opera i tre akter med musik av Albert Lortzing. Librettot skrevs av tonsättaren efter Joseph Patrats komedi Les deux grenadiers ou Les quiproquos (1786), och efter Gustav Cords tolkning till tyska, Die beiden Grenadiere (1811).

## Historia
Till sin opera valde Lortzing en text som han var bekant med. Han hade själv spelat en av rollerna i Cords tyska version av Patrats komedi. Die beiden Schützen markerade ett avsteg från Singspiel och opéra comique mot den mer sofistikerad operadramatiken som Lortzing senare skulle ägna sig åt. Operan hade premiär den 20 februari 1837 i Leipzig och både Lortzing och hans moder stod på scenen. Verket blev en enorm succé och befäste Lortzings berömmelse men vid hans död hade operan redan börjat förlora sin plats i repertoaren. 

## Personer
- Amtman Wall (Bas)
- Karoline Wall, hans dotter (Sopran)
- Wilhelm Stark, amtmannens oäkta son (Baryton)
- Peter, hans kusin (Tenor)
- Busch, värdshusvärd (Bas)
- Suschen Busch, hans dotter (Sopran)
- Gustav Busch, hennes broder (Tenor)
- Jungfer Lieblich, hushållerska hos Busch (Alt) eller (Mezzosopran)
- Schwarzbart, Wilhelms vän (Bas)
- Underofficer Barsch (Baryton)
- En soldat (talroll)
- Soldater, grannar (kör)

## Handling
Två soldater återvänder hem till sin hemby efter många års bortavaro. De misstas för varandra och många förvecklingar uppstår innan allt reds upp så att de kan få den flicka de älskar.